# Prawo kłódkowe

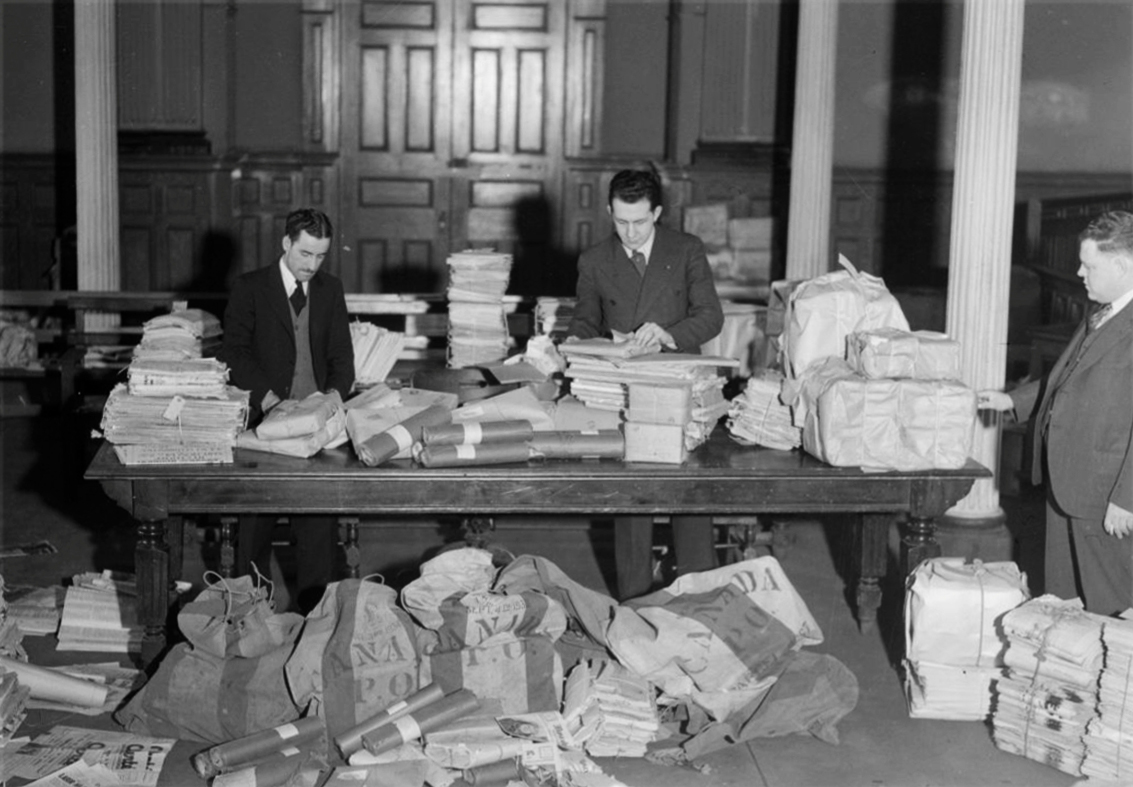
Zarekwirowana komunistyczna prasa w Montrealu

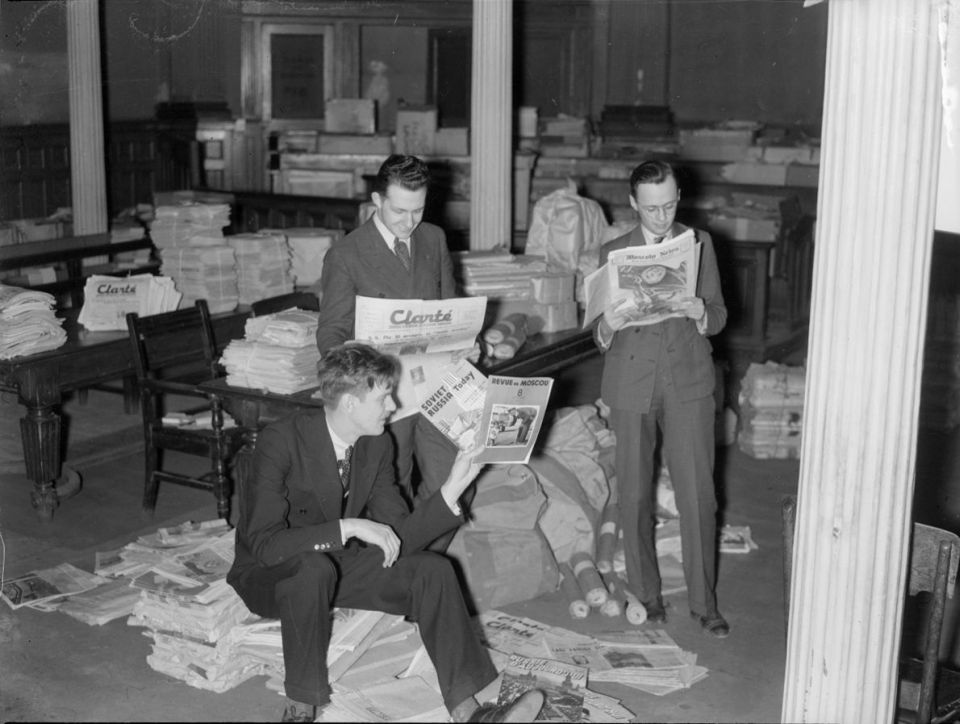
Funkcjonariusze kanadyjskich służb czytają zarekwirowaną komunistyczną prasę w Montrealu

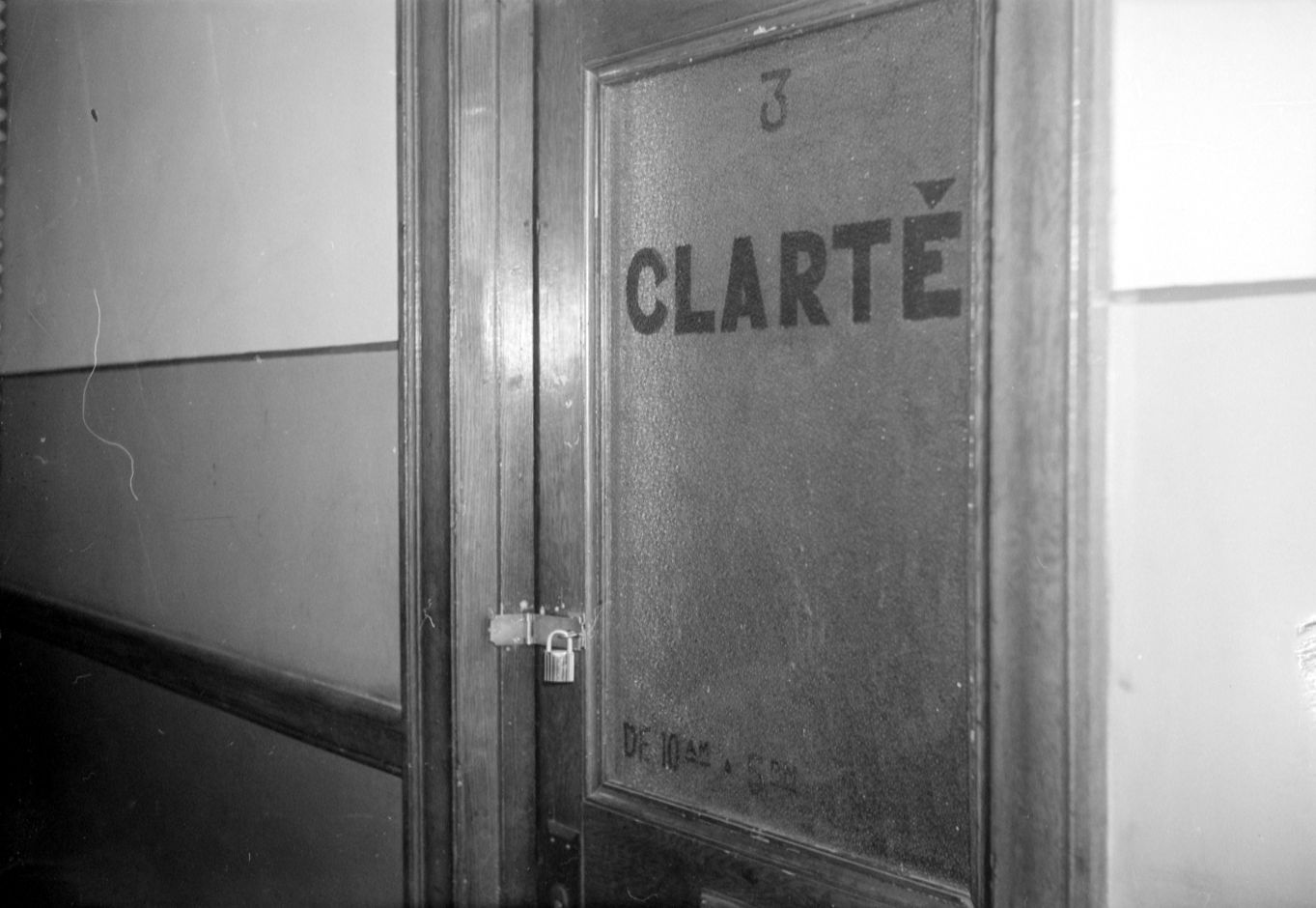
Kłódka na drzwiach siedziby redakcji komunistycznej gazety „La Clarté” w Montrealu

Prawo kłódkowe (fr. Loi du cadenas, ang. Padlock Law) – antykomunistyczna ustawa uchwalona przez Zgromadzenie Narodowe Quebecu w 1937 głosami konserwatywnej partii Union Nationale. Ustawa dawała policji prawo pozasądowego zajmowania posesji i budynków, w których drukowano, przechowywano lub rozpowszechniano komunistyczne lub bolszewickie treści (ustawa nie definiowała terminów „komunizm” i „bolszewizm”). Nazwa prawa wzięła się od faktu, że miejsca, w których znaleziono takowe materiały, zamykano kłódkami.

## Przyczyny wprowadzenia prawa kłódkowego
W latach trzydziestych XX wieku w czasie wielkiego kryzysu w Kanadzie wzmogła się działalność Komunistycznej Partii Kanady. Choć pozostawała ona organizacją kadrową mającą niewielki wpływ na ruch pracowniczy, to przykład Związku Radzieckiego wzbudzał w Kanadzie obawy. W szczególności utworzenie 1200-osobowego oddziału wojskowego Mackenzie-Papineau Battalion i wysłanie go na hiszpańską wojnę domową było spektakularnym wyczynem kanadyjskich komunistów. Fakt zaangażowania w politykę międzynarodową spowodował zakaz działalności partii przez Rząd Federalny Kanady, jednak ta działała nadal w podziemiu. Szczególnie w konserwatywnym i katolickim Quebecu działalność komunistów spotkała się z zaniepokojeniem. Jednym z ich najzacieklejszych przeciwników był arcybiskup Quebecu Jean-Marie-Rodrigue Villeneuve, który widział w Komunistycznej Partii Kanady zagrożenie dla tradycyjnych wartości chrześcijańskich i samego kościoła. Po dojściu do władzy, premier prowincji Quebec Maurice Duplessis zdecydował się na konfrontacyjny kurs przeciwko komunistom.

## Prawo kłódkowe w praktyce
Prawo kłódkowe pozwalało na pozasądowe zajmowanie posesji i budynków, jeśli tylko istniało podejrzenie, że prowadzona jest w nich propagandowa działalność komunistyczna. Zarekwirowane materiały niszczono. Właścicielowi miejsca, które zajęła policja, groziło od trzech do dwunastu miesięcy więzienia za propagowanie komunizmu lub bolszewizmu. Prawo było nadużywane i w wielu przypadkach kierowano je nie tylko przeciwko komunistom, ale także socjalistom, Żydom, ruchowi związkowemu oraz wspólnocie religijnej Świadków Jehowy.
Prawo kłódkowe zostało uznane przez wiele grup politycznych jako niekonstytucyjne i wymierzone w istotę demokracji oraz wolność słowa. Partie lewicowe i centrowe lobbowały u rządu federalnego, by ten użył swych wpływów i doprowadził do uchylenia ustawy, lecz bezskutecznie. Dopiero w 1957 Sąd Najwyższy Kanady unieważnił ustawę.